# نانجينغ
نانجينغ (بالـصينية: استمع 南京 = Nánjīng) هي مدينة في شرقي الصين، عاصمة مقاطعة «جيانغسو». تقع على ضفة نهر الـ«يانغتسي» الصغرى. لـ«نانجينغ» تاريخ عريق، فقد كانت عاصمة للـصين عدة مرات، ولا تجاريها في ذلك سوى مدينة «بكين». بلغ عدد سكانها 5,410,000 نسمة.

## التاريخ
شيدت المدينة في القرن الـ8 قبل الميلاد. عرفت بأسماء متعددة أثناء احتضانها لعاصمة الإمبراطورية: الفترة بين القرنين الـ3 والـ6 م، ثم مرات أخرى في الـقرن الـ10، الـ14 م والـ15 م. بعد أن قرر الإمبراطور «يونغ لي» نقل العاصمة إلى بكين (1421 م) أصبح تسمى «نانجينغ» (ومعناها عاصمة الجنوب)، أطلق عليها اسم «تشيانغنينغ» أثناء فترة حكم أسرة «تشينغ» (1644-1912 م)، لتستعيد اسمها مرة أخرى عام 1912 م. تعرصت للتخريب والنهب أثناء «ثورة تايبينغ» (1853-1864 م)، أصبحت خاضعة للسيطرة الغربية (الإنجليز والفرنسيين) بعد توقيع اتفاقيات مع الحكومة الصينية عام 1856 م، ثم أصبحت منطقة مفتوحة على التجارة الخارجية منذ 1899 م.
عندما قام «صن يات سين» علم 1912 م بإعلان الجمهورية الصينية، أصبحت «نانجينغ» عاصمة مؤقتة لبلاد. وقعت تحت سيطرة الشيوعيين عام 1927 م، ثم استعادتها القوات الوطنيين بقيادة «جيانغ جيشي» سنة 1928 من واختارتها حكومة «غومينغدانغ» عاصمة بدلا عن «بكين»، والتي كانت توصف بأنها اقترنت بدولة الأباطرة السابقة.
احتلتها القوات اليابانية عام 1937 م، بعد أن قامت بتذبيح جزء كبير من الأهالي، عرفت الأحداث التي تلت استيلاء اليابانيين على المدينة بـ«مذبحة نانجنغ». استعادتها الصين بعد خروج القوات الغازية سنة 1945 م. بعد انتهاء الحرب تم اختيارها عاصمة لـجمهورية الصين (1945-1949 م). قامت «جمهورية الصين الشعبية» واستعادت مدينة «بكين» دورها كعاصمة للبلاد، فيما تحولت «نانجينغ» إلى مركز للصناعات الثقيلة. في سنة 1952 م تم إعلانها عاصمة لمقاطعة «جيانغسو».

## المدينة

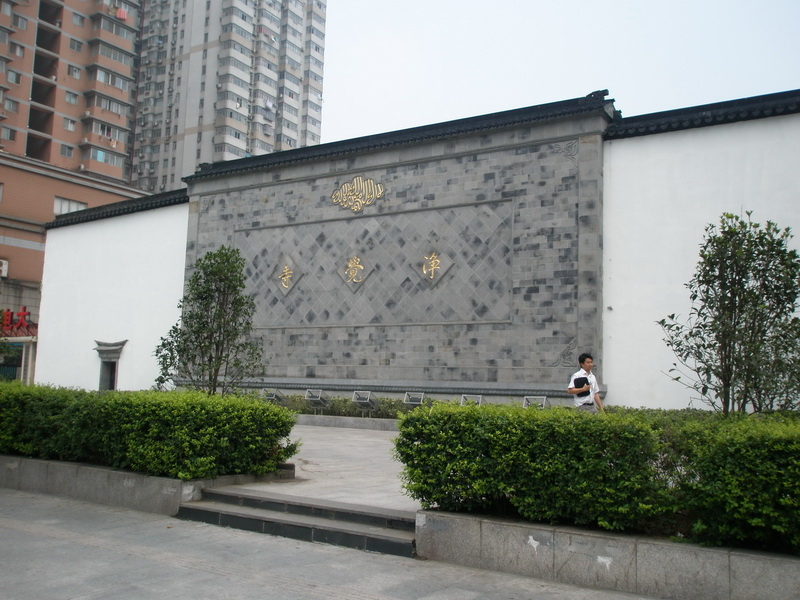
أحد مساجد نانجينغ.

تملك المدينة جامعة عريقة، وأحد أكبر المراصد الفلكية في الصين، كما توجد بها حدائق تابعة لمعهد العلوم (علم النباتات). من أهم المعالم فيها:
- سور «مينغ»: كان يحيط بالقصر الإمبراطوي، شيد أثناء حكم أسرة «مينغ» (1368-1644 م). يبلغ طوله 38 كلم ويعد من أعظم الشواهد على عهد المدينة الذهبي.
- الجسر المزدوج: والذي يضم طريقا بريا وخطا حديديا، بني الجسر عام 1968 م، يمتد على مسافة 6.7 كلم، ويربط بين ضفتي نهر «يانغتسي».
- ضريح «صن يات سين»: بني على مراحل سنوات 1925-1929 م، يحتضن رفاة الزعيم الوطني ومؤسس جمهورية الصين، وتمثالا من الرخام (أنجز من طرف فنان فرنسي عام 1930 م).

كما تضم المدينة مقر حزب «غومينغدانغ» الوطني، وبعض الآثار الأخرى من عهد سلالة «مينغ» (1368-1644 م).

## الاقتصاد
تحتضن «نانجينغ» نشاطات صناعية مهمة: مواد البناء، الأسمدة الزراعية، الكيماويات، المعدات الإلكترونية، تصنيع الحديد والصلب، صناعة السيارات، البصريات وآلات التصنيع.

## صلات خارجية
- نانكينغ المصور